# پدرو لوپز (بازیکن فوتبال، زاده نوامبر ۱۹۸۳)
پدرو لوپز (انگلیسی: Pedro López؛ زادهٔ ۱ نوامبر ۱۹۸۳) بازیکن فوتبال اهل اسپانیا است.
از باشگاه‌هایی که در آن بازی کرده‌است می‌توان به باشگاه فوتبال لوانته، باشگاه فوتبال راسینگ سانتاندر، باشگاه فوتبال والنسیا، و باشگاه فوتبال رئال وایادولید اشاره کرد.